# Электроника ИМ-22
Электроника ИМ-22. Весёлые футболисты — электронная игра из серии первых советских портативных электронных игр с жидкокристаллическим экраном, производимых под торговой маркой Электроника. Все электронные микропроцессорные игры серии Электроника имеют схожий дизайн и управление, по сути многие игры являлись клонами игры Электроника ИМ-02. Ну, погоди! только с разными дисплеями. Цена игры в 1989 году составляла 23 рубля.

## Описание игры
Управляя вратарём-мартышкой, который может занимать четыре позиции, требуется поймать как можно больше мячей. За пойманный мяч игроку добавляется одно очко. Мячи летят с четырёх сторон. Сначала мячи летят медленно, но постепенно темп игры ускоряется.
В случае падения мяча в ворота игроку добавляется штрафное очко, которое обозначается изображением футбольного мяча. Если попадание мяча в ворота произошло в присутствии Карлсона в левом углу, то игроку добавляется половина штрафного очка, изображение мяча при этом мигает. При получении 200 и 500 очков штрафные очки аннулируются. После падения трёх (или более, в зависимости от ситуации) мячей в ворота игра прекращается.
Игра имеет две степени сложности, вызываемые соответственно кнопками «Игра А» и «Игра Б», расположенными в правом верхнем углу игры. Под этими двумя кнопками находится кнопка «Время», при помощи которой изменяются настройки времени. Игра может служить настольными часами и будильником. На задней стороне игры расположена складывающаяся проволочная ножка, позволяющая ставить игру на стол по аналогии с фоторамкой.

## Фотографии

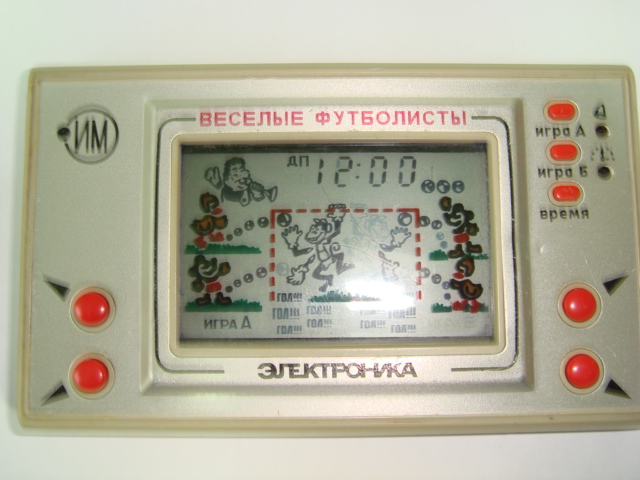

Сохранившийся экземпляр датирован 1991 годом выпуска.